# Saprinus maculatus
Saprinus maculatus é uma espécie de insetos coleópteros polífagos pertencente à família Histeridae.
A autoridade científica da espécie é Rossi, tendo sido descrita no ano de 1792.
Trata-se de uma espécie presente no território português.